# Jo (filme)
Jo é um filme norte-americano feito para a televisão, dirigido por Mike Newell em 2002.

## Elenco principal
- Manny Perez
- Michael Harding
- Andie MacDowell...Jo
- Kyle MacLachlan
- Crystal Waters
- Nina Jones
- Crystal Waters Elliot
- Jake Lawson
- Kathleen Chalfant
- Erin Dilly
- Bridget Gethins
- Dylan Walsh
- Sheri Mann Stewart
- Rhoda Griffis